# Phalanger lullulae
El cuscús de la isla Woodlark (Phalanger lullulae) es una especie de mamífero diprotodonto de la familia Phalangeridae. Es endémico de Papúa Nueva Guinea, específicamente de Madau y la isla Woodlark. 